# Donde quiera que estés
Donde quiera que estés è un singolo della cantante statunitense Selena e del gruppo Barrio Boyzz, pubblicato nel 1994 ed estratto dall'album omonimo dei Barrio Boyzz.
Il brano è stato scritto da K. C. Porter, Miguel Flores e Desmond Child.

## Tracce
- CD

1. Donde quiera que estés (Spanish version) — 4:25
2. Donde quiera que estés (English version) — 4:30